# Alpedriz

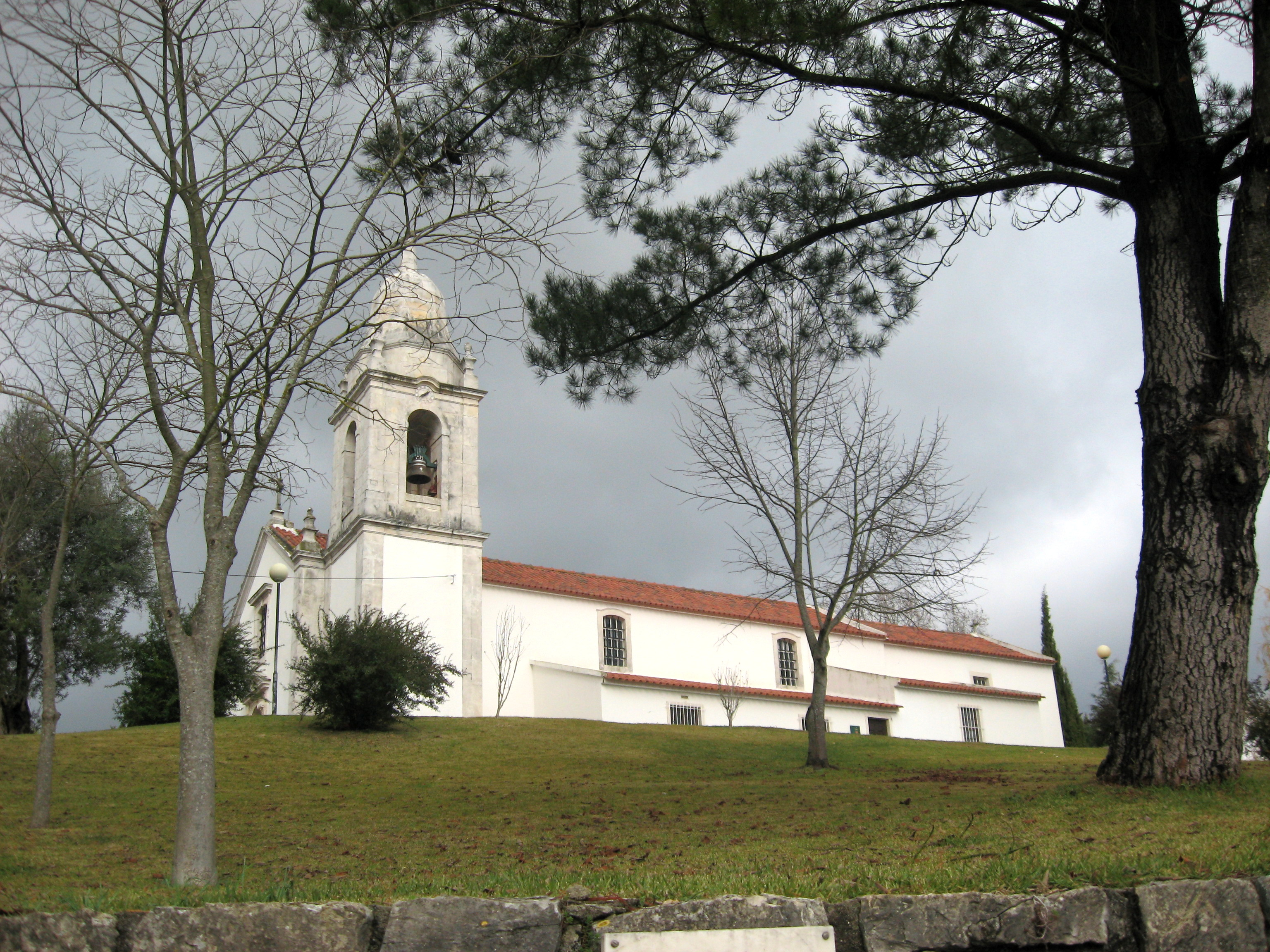
Kirche Nossa Sonhora da Esperança

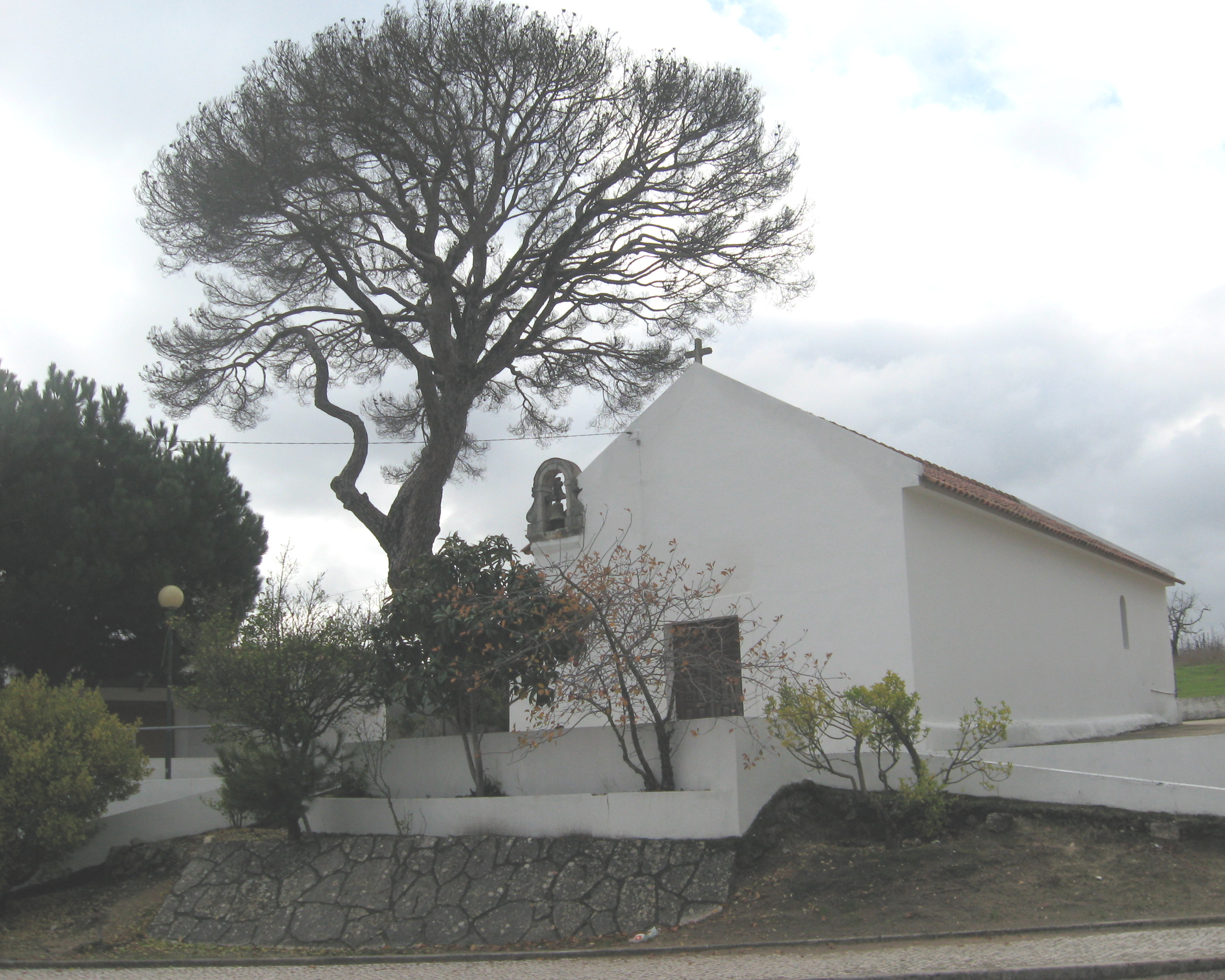
Kapelle und Pinie des Hl. Antónios

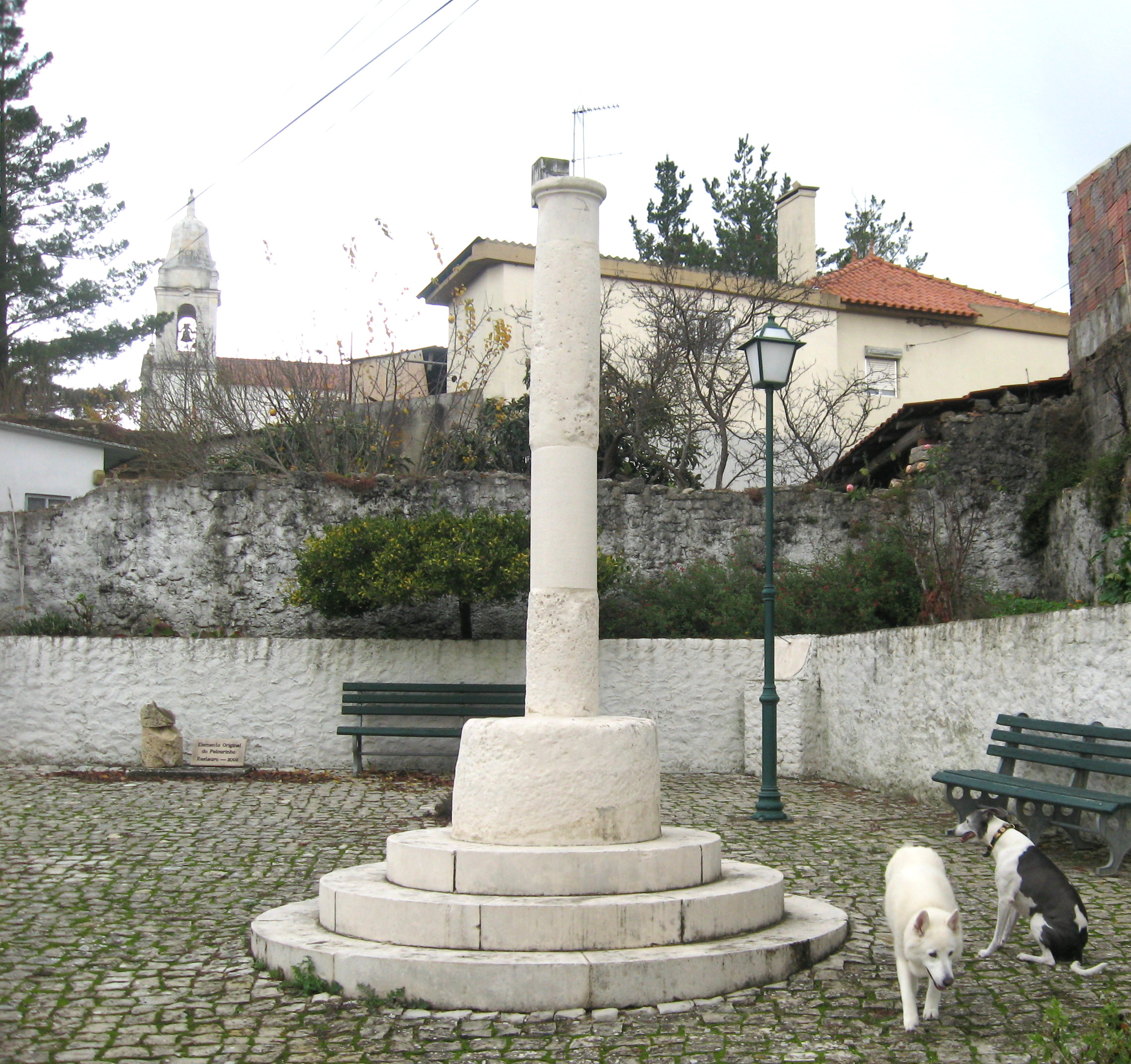
Schandpfahl

Alpedriz  ist ein Ort und eine ehemalige portugiesische Gemeinde (Freguesia) im  Kreis Alcobaça im  Distrikt Leiria, in der historischen Provinz Estremadura gelegen. Die Gemeinde liegt etwa 10 km von Alcobaça entfernt. Die Gemeinde hatte 780 Einwohner (Stand 30. Juni 2011) und war 16,2 km² groß. 1989 wurde die bis 2013 selbständige Gemeinde Montes ausgegliedert. Bis 2013 bestand Alpedriz aus 8 weiteren Ortschaften und Weilern. In historischer Zeit war Alpedriz eine Stadt, bildete bis zur Auflösung im Jahr 1836 einen eigenen Kreis und besaß noch im 19. Jahrhundert mehr als 1000 Einwohner.

## Gründung
Alpedriz führt seinen Namen auf eine lateinische Gründung petrinae (Steinchen) mit dem arabischen Präfix *al- die in der Mitte des 9. Jahrhunderts hinzugefügt wurde.  Obgleich Alpedriz nahezu inmitten der Coutos de Alcobaça, dem weltlichen Herrschaftsgebiet der Abtei von Alcobaça lag, gehörte die Stadt nie zum Gebiet der Abtei. Sie war 1147 vom portugiesischen König Afonso Henriques im Rahmen der Reconquista von den Mauren befreit worden und erhielt 1150 von ihm die Stadtrechte, also bereits 3 Jahre bevor König Afonso Henriques dem Abt des Zisterzienserordens von Clairvaux, dem Heiligen Bernhard von Clairvaux, das knapp 500 km² große zwischen dem Gebirge Serra dos Candeieiros und dem Atlantik liegende Gebiet um Alcobaça herum schenkte.

## Ritterorden von Avis
König Sancho I. (1154–1211) stiftete die Stadt dem Ritterorden von Avis, dem sie bis zur Säkularisation des Ordens im Jahr 1779 und seiner endgültigen Abschaffung im Jahre 1834 unterstand.  Der Orden von Avis unterstand aber selber wiederum seit dem Jahre 1567 der Jurisdiktion des Abtes von Alcobaça, nachdem dieser als Generalabt der Autonomen Kongregation der Zisterzienser vom Heiligen Bernhard von Alcobaça die Jurisdiktion über alle Zisterzienserorden in Portugal und auch über die Militärorden, wie dem von Avis, übernommen hatte. Alpedriz blieb nach endgültiger Auflösung aller Orden noch zwei Jahre selbständiger Landkreis und wurde dann 1836 im Rahmen einer allgemeinen Kreisreform dem Kreis von Alcobaça zugeschlagen.

## Frühe Wurzeln
Die Wurzeln der Besiedlung von Alpedriz weisen jedoch weit über die Zeit der Maurenherrschaft zurück. In der zugehörigen Ortschaft Ribeira do Pereiro fanden sich Spuren bereits einer jungsteinzeitlichen  Besiedlung, wie in Form eines Grabes. Auf dem gesamten Gemeindegebiet, einschließlich desjenigen von Montes, gibt es eine große Anzahl von Zeugnissen aus römischer Zeit. So soll zu dieser Zeit vor allem auf den nach Montes hin ansteigenden Höhen schon Wein angebaut worden sein. Eine Brücke in Alpredriz soll noch Teil einer Römerbrücke sein, die die Straße zwischen den römischen Städten Eburobritium (beim heutigen Óbidos) und Colipo (heute in São Sebastião do Freixo bei Leiria) und weiter nach Conimbriga (beim heutigen Coimbra) verbunden hat. Aus der mehr als vierhundertjährigen maurischen Vergangenheit ist nur der Name einer Quelle geblieben, Fonte da Moura (Quelle der Maurin) zusammen mit einer Legende einer dort verzauberten jungen Maurin.

## Sehenswürdigkeiten
Aus seiner Geschichte verfügt Alpedriz neben den Resten der Römerbrücke noch über einen vermutlich aus dem Jahre 1515 stammenden Schandpfahl (portugiesisch Pelourinho für Arme-Sünder-Säule), der wie in den anderen Städten der benachbarten Coutos de Alcobaça infolge einer von König Manuel (1469–1521) durchgeführten allgemeinen Stadtreform  aufgestellt wurde. König Manuel war den Forderungen der Städte nach mehr Unabhängigkeit von den geistlichen Herrschaften nachgekommen und hatte ihnen auch eine eigene niedere Gerichtsbarkeit verliehen. Der Schandpfahl erinnerte aber zugleich auch an die fortbestehende Jurisdiktion  und Tributpflicht gegen den geistlichen Herren. Von dem Schandpfahl sind nur Teile erhalten, nachdem er zweimal geraubt und dabei zerstört wurde (1973 und 1992). Die Stadt verfügte neben einem Gericht auch über ein eigenes Gefängnis, ein Hospital und ein Armenhaus. Ihre Rechte wurden sogar in päpstlichen Bullen erwähnt und gesichert.

## Kirchen und Kapellen

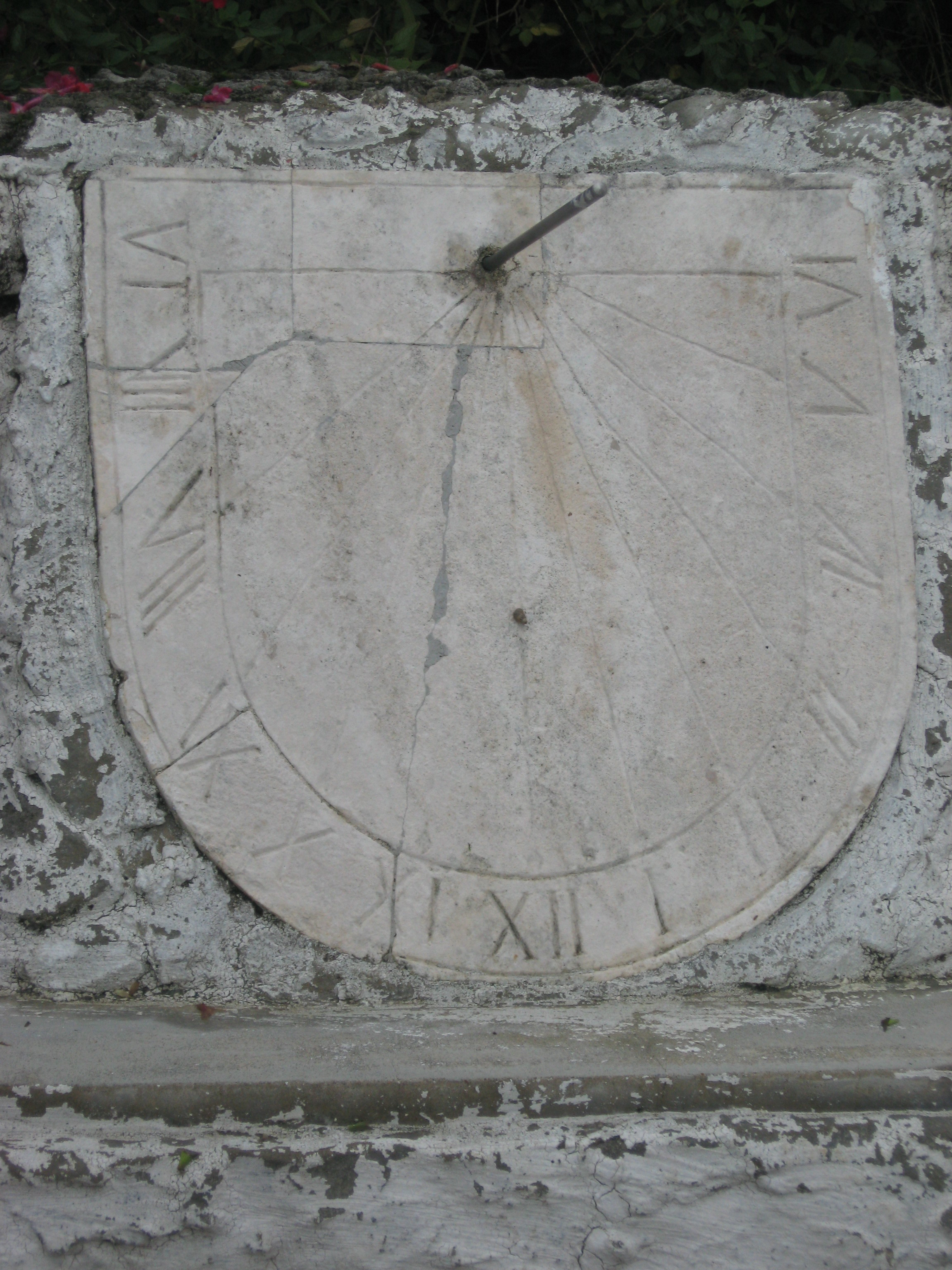
Historische Sonnenuhr

An einer Kapelle zum Allerheiligsten, die vermutlich noch in die Zeit der ersten Stadtrechtsverleihung zurückreichte, war eine Sonnenuhr angebracht, von der manche annehmen, dass sie noch aus römischer Zeit stamme. Die Kapelle wurde in den frühen 1940er-Jahren kurzerhand eingerissen, weil sie dem zunehmenden Verkehr von Holzfahrzeugen im Wege stand. Die Sonnenuhr wurde in einem nahe stehenden Gebäudeteil eingelassen, wovon heute noch ein kleiner Teil, in dem sich die Uhr befindet, existiert.  Die Pfarrkirche, sowohl der Nossa Senhora da Esperança (Unserer Lieben Frau der Hoffnung) wie auch der Maria Magdalena geweiht, entstammt in ihrer jetzigen Form dem Barock, geht aber zurück auf das Mittelalter. Maria Hoffnung wird dort in Form einer aus dem 15. Jahrhundert stammenden Statue verehrt. Zumindest der Legende nach geht auch die Kapelle des Heiligen António auf das 13. Jahrhundert zurück. Danach soll der Heilige António, der in Lissabon geboren wurde, auf der Durchreise in Alpedriz sich unter einer Pinie ausgeruht haben, später habe sich die Pinie allen Versuchen, sie zu fällen oder abzubrennen, erfolgreich widersetzt. In Erinnerung daran sei sie dortige Kapelle errichtet worden.

## Berühmte Bürger
Aus Alpedriz gebürtig ist Papst Johannes XXI. gewesen, der mit bürgerlichem Namen Pedro Julio  (1205–1277) hieß. Noch Ende des 19. Jahrhunderts wurde Alpedriz zu einer Titular-Grafschaft, als König Carlos (1863–1908), José Eugênio da Silva, der sich in Brasilien verdient gemacht hatte, zum Visconde de Alpedriz ernannte.

## Gegenwart

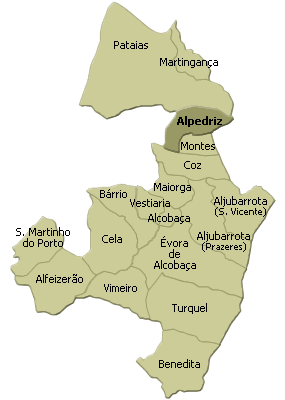
Die Lage der Freguesia Alpedriz im Kreis Alcobaça bis September 2013

Bis heute hat sich Alpedriz immer noch die Struktur einer spätmittelalterlichen Kleinstadt erhalten, die an die frühere Bedeutung erinnert, wenn auch besonders viele ältere Gebäude zunehmend verfallen. Die moderne Bevölkerung ist im Bereich der Herstellung von Baumaterialien, Glas, Verpackung sowie weiterhin der Landwirtschaft in Form von Obst- und Gemüseanbau und dem Weinbau (vor allem im ehemaligen Gemeindegebiet von Montes) tätig.

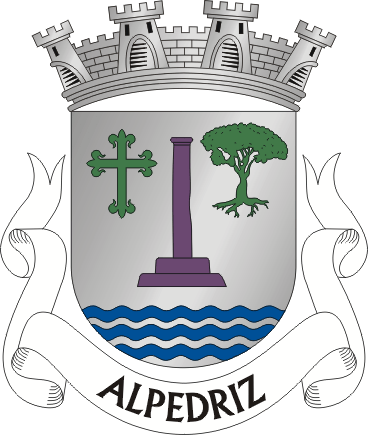
Das Wappen der ehemaligen Freguesia

Am 29. September 2013 wurden die Freguesias Alpedriz, Coz und Montes zur neuen Freguesia União das Freguesias de Cós, Alpedriz e Montes zusammengefasst.